# Facultat de Psicologia (UB)
La Facultat de Psicologia de la Universitat de Barcelona va ser fundada l'any 1983 i està situada al Campus de Mundet. Actualment, s'hi imparteix la llicenciatura de Psicologia, així com diversos programes de doctorat i màsters oficials.
El seu objectiu és resoldre problemes en el context educatiu (trastorns de l'atenció i del comportament, ansietat als exàmens, interacció entre alumnat i professorat, dislèxia, discalcúlia, etc.), social (violència, seguretat viària, màrqueting, gestió ambiental, comunicació en les organitzacions, etc.) i de la salut (trastorns psicològics, dolor crònic, envelliment, etc.).

## Característiques
La UB proporciona als estudiants aules d'informàtica, laboratoris, mitjans audiovisuals, tutorització, formació pràctica a la Facultat i a altres centres i institucions i a l'adaptació dels seus programes als paràmetres que marca l'espai europeu d'educació superior.
La Facultat de Psicologia disposa d'una oferta docent àmplia, que consta d'un grau (acreditat en grau d'excel·lència), sis màsters universitaris (cinc dels quals acreditats amb excel·lència), i cinc programes de doctorat, a banda d'un extens ventall d'oferta en màsters i títols propis molt consolidats.
A més, aquesta es troba entre les cent cinquanta millors facultats del món d'acord amb el QS World University Rankings del 2017. L'any 2016 el grau de Psicologia de la Universitat de Barcelona va obtenir l'acreditació amb excel·lència de l'Agència per a la Qualitat del Sistema Universitari de Catalunya (AQU).
La Facultat de Psicologia coordina sis màsters universitaris. Va començar a impartir els màsters de Gestió i Desenvolupament de Persones i Equips a les Organitzacions, el de Psicologia de l'Educació i el de Recerca en Comportament i Cognició, i va ampliar l'oferta amb el d'Intervenció Psicosocial i el de Mediació en Conflictes, que és de nova creació. Finalment, el 2014 va completar l'oferta actual amb el de Psicologia General Sanitària.
La Facultat de Psicologia participa en el Primer Erasmus Mundus concedit a la Universitat de Barcelona i que, en l'actualitat, és l'únic que ha aconseguit verificarse amb qualitat en la Comissió Europea a les 3 convocatòries en què s'ha presentat.

## Departaments
- Metodologia de les Ciències del Comportament  Arxivat 2008-03-25 a Wayback Machine.
- Psicologia Evolutiva i de l'Educació
- Personalitat, Avaluació i Tractaments Psicològics
- Psicologia Social  Arxivat 2008-05-11 a Wayback Machine.
- Psicologia Bàsica
- Psiquiatria i Psicobiologia Clínica  Arxivat 2008-09-17 a Wayback Machine.